# 카루바키
카루바키(산스크리트어: करुवाकि)는 제3대 마우리아 황제 아소카의 두번째 부인으로, 티발라 황자의 어머니이다.

## 생애
카루바키는 왕비 칙령에 언급되어 있으며, 그녀의 희망에 따른 종교 및 자선 기부가 기록되었다. 이것은 그녀가 특히 그녀의 것으로 기록된 자선 행위를 원했던 동시에 자기 소유에 대한 강한 의지가 있던 배우자라는 이미지를 제공한다.
또한 칙령은 카루바키를 아소카의 아들들 중 유일하게 비문에 이름이 언급된 티발라 황자의 어머니로 확증시하였다.
아소카가 많은 황후를 거느렸다는 사실에도 불구하고 카루바키는 아소카의 부인들 중 유일하게 아소카의 비문과 칙령에 이름이 언급된 인물이다. 또한 그녀는 아소카를 불교로 끌어들이고 불법을 전파하는데 중요한 역할을 했으며, 그녀의 조언에 따라 아소카가 사람들을 위한 일련의 복지 조치에 착수했다고 말해진다.

## 왕비 칙령
프라야그라지 기둥에 적힌 왕비의 칙령은 카루바키의 자선 행위를 언급한다.
신들의 사랑을 받는 자의 명령에 따라, 모든 곳의 장교들은 망고 숲, 수도원, 자선단체 또는 다른 기부금을 위한 기관이든 두 번째 왕비의 선물이 무엇이든 간에, 그것은 그 왕비의 공으로 간주되어야 한다 ... 두 번째 왕후, 티발라의 어머니 카루바키.— 프라야그라지 기둥의 여왕의 칙령